# Scène underground de Bristol

Graffiti effectué par l'artiste Banksy.

La scène underground de Bristol (anglais : Bristol underground scene), ou le Bristol sound, est un mouvement culturel ayant émergé à Bristol, au Royaume-Uni, au début des années 1980. La scène est née de l'absence de clubs grand public adaptés à l'émergence du hip-hop, les fêtes de rue et les soirées clandestines en étant le pilier. Des groupes se forment pour jouer du hip-hop dans des lieux désaffectés avec des sound systems empruntés à la scène reggae : City Rockers, 2 Bad, 2 Tuff, KC Rock, UD4, FBI, Dirty Den, Juice Crew, Rene and Bacus, Soul Twins, KC Rock, Fresh 4, et Wild Bunch en font partie. Ces noms étaient les précurseurs des noms plus connus issus de cette scène, caractérisée par des musiciens et des graffeurs. La scène est influencée par le multiculturalisme de la ville, l'activisme politique et les mouvements artistiques punk, reggae, hip-hop, hippies et new age.
Bristol est particulièrement associée au genre musical trip hop. La scène de Bristol entretient une relation étroite entre la musique et les arts visuels, en particulier les graffitis. Robert Del Naja, membre fondateur du groupe Massive Attack, qui était à l'origine un artiste graffeur, et Banksy, artiste graffeur local, réalisent des pochettes d'albums et des œuvres d'art. Inkie, collaborateur de Banksy, participe également à la contre-culture de Bristol,.

## Histoire
La scène musicale de Bristol dans les années 1970 et 1980 est influencée par les immigrants des Caraïbes, ainsi que par le mouvement punk britannique en plein essor à l'époque. À la fin des années 1970, la ville de Bristol commençait à se doter d'une culture sound system, avec des confiscations régulières de matériel musical par la police. En raison des tensions sociales croissantes dans la ville, l'émeute de 1980 à St. Après les émeutes, la police ne confisque plus les équipements musicaux. Les amateurs de musique commencent à se tourner vers des groupes de reggae comme les Black Roots en raison de leurs messages pacifistes en période de conflit social.
Au début des années 1980, la culture hip-hop fait son apparition à Bristol et des graffeurs comme Robert Del Naja et Banksy commencent à réaliser des graffitis. Dans la musique, le sound system Wild Bunch commence à diffuser des morceaux de hip-hop, de reggae, de funk et de rhythm and blues, mais en y ajoutant des effets d'ambiance, ce qui conduit au développement du trip hop.

## Caractéristique

### Activisme
Par définition, la scène underground tend à être légèrement à l'écart du courant dominant, ce qui se reflète dans la politique de certains des artistes et musiciens qui y sont associés. Robert Del Naja et d'autres ont par exemple ouvertement déclaré leur opposition à la guerre en Irak et Banksy ont tous deux présenté des œuvres d'art à l'exposition War Paint, qui présente des œuvres d'art anti-guerre.

### Bristol sound et trip hop
Le Bristol sound est le nom donné à un certain nombre de groupes et de producteurs de Bristol à la fin des années 1980 et au début des années 1990. La ville est particulièrement associée au genre musical trip hop. Selon le magazine Salon, le trip hop est né dans « la ville bohème et multiethnique de Bristol, où des DJ inventifs ont passé des années à assembler des échantillons de divers sons qui circulaient : acid jazz riche en groove, dub, néo-psychédélisme, musique techno disco et art rap cérébral. »
Le Bristol sound est décrit comme « possédant une obscurité édifiante, une mélancolie joyeuse. » Dans l'ensemble, le son de Bristol se caractérise par un hip-hop lent et distancié qu'un certain nombre d'artistes du début et du milieu des années 1990 ont rendu synonyme de la ville. Parmi ces artistes figurent Massive Attack, Portishead et Tricky, ainsi que Way Out West, Smith and Mighty, Up, Bustle and Out, Monk and Canatella, Kosheen, Roni Size et The Wild Bunch.

### Graffiti
De nombreux graffeurs travaillent à Bristol, notamment Banksy, un graffeur anglais anonyme qui a conçu des pochettes d'album pour des groupes tels que Blur et Monk and Canatella. Banksy a réalisé des œuvres d'art à Barcelone, à New York, en Australie, à Londres, à San Francisco et en Cisjordanie. Il utilise sa forme originale d'art de la rue pour promouvoir des aspects politiques différents de ceux présentés par les médias grand public. Certains pensent que ses graffitis aident à donner une voix à ceux qui vivent dans des environnements urbains et qui ne pourraient pas s'exprimer autrement, et que son travail améliore également la qualité esthétique de l'environnement urbain. D'autres ne sont pas d'accord, affirmant que son travail n'est que du vandalisme. Il existe depuis longtemps une interaction entre les différentes scènes musicales et artistiques de Bristol. Del Naja, du groupe Massive Attack, était à l'origine un artiste graffeur, « en effet, son tout premier concert en direct était celui d'un DJ accompagnant des œuvres d'art qu'il avait produites dans une galerie de Bristol. »

## Médias
Bristol a également une tradition de presse écrite, illustrée par The Bristolian et le magazine Bristle. The Bristolian de l'anarchiste Ian Bone est distribuée régulièrement à plusieurs milliers d'exemplaires, avec ses dénonciations satiriques de la corruption des conseils municipaux et des entreprises. The Bristolian, Smiter of the High and Mighty, donne naissance à un parti politique radical indépendant qui a obtenu 15 % des voix dans la circonscription d'Easton en 2003. En octobre 2005, il se classe deuxième au prix national Paul Foot pour le journalisme d'investigation.